# كارول ديفيد
كارول ديفيد (بالإنجليزية: Carole David)‏‏ (25 يوليو 1955 في مونتريال - ) شاعرة، وكاتِبة، وروائية من كندا.